# Downtown Crossing (Boston)

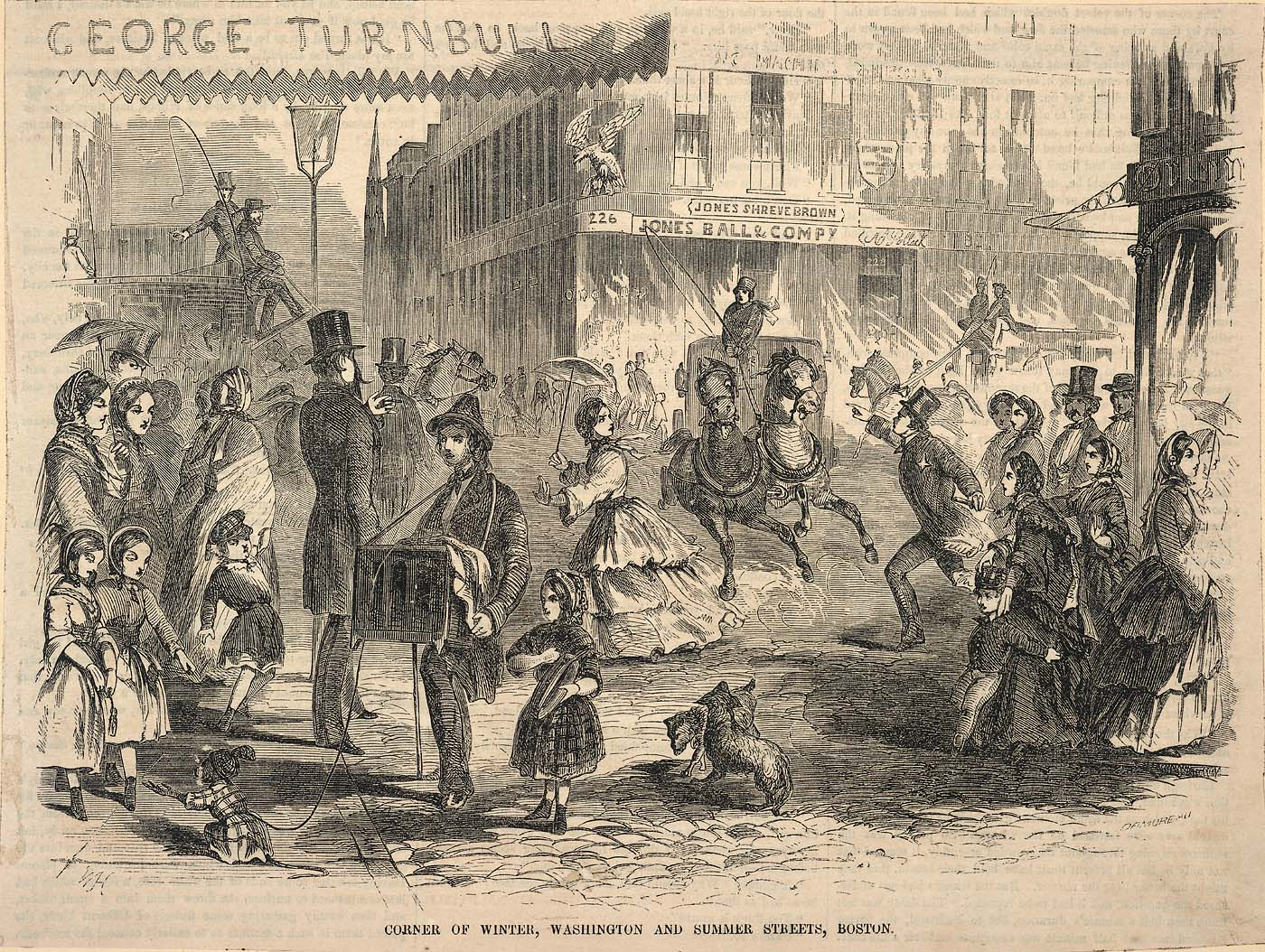
Kreuzung der Straßen Washington, Summer und Winter, 1857 (Gravur von Winslow Homer)

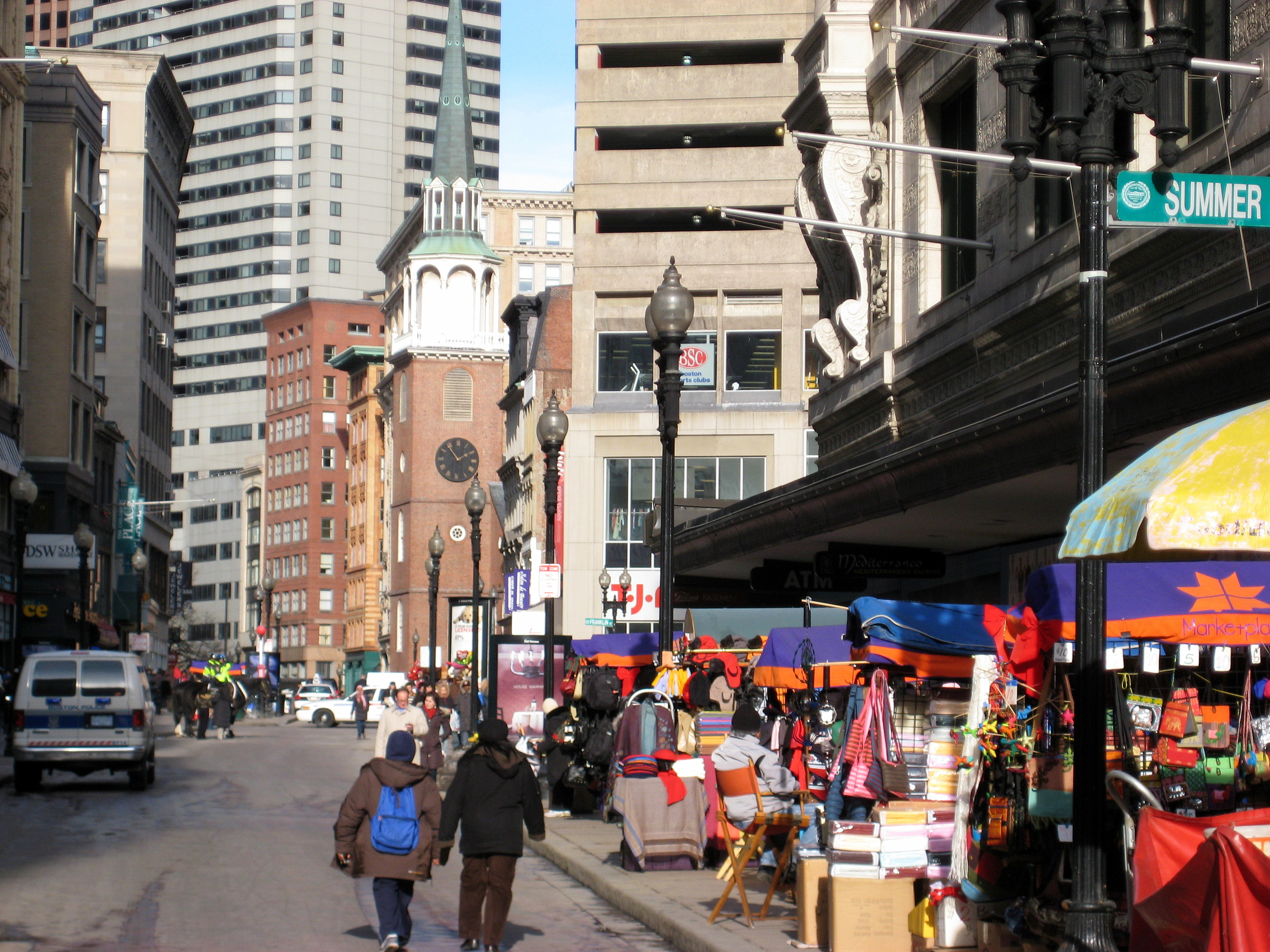
Die Washington Street von der Kreuzung mit der Summer Street aus gesehen. Das Old South Meeting House ist im Hintergrund zu sehen.

Downtown Crossing ist ein Einkaufsbezirk im Stadtzentrum von Boston im Bundesstaat Massachusetts der Vereinigten Staaten. Er befindet sich direkt östlich des Boston Common und westlich des Financial District. In Downtown Crossing gibt es viele Kaufhäuser mit umfangreicher Verkaufsfläche, aber auch Restaurants, Souvenirläden, Einzelhändler und Straßenverkäufer. Der Bereich der Washington Street zwischen den Straßen Temple und Bromfield ist ebenso wie Teile der Winter- und Summer Street für den Straßenverkehr gesperrt, so dass sich die Fußgänger dort frei bewegen können.

## Der "Leiter-Distrikt"
Im 19. und 20. Jahrhundert wurde der Bereich entlang der Straßen Washington und Tremont von der School Street bis zur Beach Street auch als Ladder District (Leiter-Distrikt) bezeichnet. Der Name rührt nicht etwa von dort produzierten Gütern, sondern vom Verlauf der Seitenstraßen, die zwischen den beiden Hauptdurchgangsstraßen wie die Sprossen einer Leiter aussehen, wenn man sie auf einer Landkarte betrachtet.

## Geschichtlicher Hintergrund
Im späten 18. und frühen 19. Jahrhundert war das Viertel entlang der Summer Street sehr hochpreisig und zeichnete sich durch von Charles Bulfinch und weiteren berühmten Architekten entworfene Stadtvillen aus. Das Feuer in Boston 1872 zerstörte einen großen Teil des Stadtteils, insbesondere im Bereich zwischen der Summer-, Washington- und Milk Street.

### Kaufhäuser
Zwischen 1895 und 1917 war Downtown Crossing das Bostoner Zentrum für Einkäufe in Kaufhäusern. Im Jahr 1841 eröffneten Eben Jordan und Benjamin L. Marsh den ersten Jordan-Marsh-Großhandel, der später zu einem Warenhaus umgewandelt wurde. 1881 kam mit dem Filene's ein weiterer großer Einzelhändler hinzu, später folgten ein Gilchrist und ein Kennedy's. Diese Läden zogen eher Besucher aus der Mittelschicht sowie weitere Geschäfte wie Lebensmittelhändler und Restaurants an.
In den gesamten USA hatten die Kaufhäuser in den Stadtzentren nach dem Zweiten Weltkrieg mit den Herausforderungen der Suburbanisierung und zusätzlicher Konkurrenz durch großflächige SB-Warenhäuser zu kämpfen. Im Filene's spaltete sich der Teil im Untergeschoss als Filene's Basement ab und wurde zu einer eigenständigen Warenhauskette, deren Flagshipstore sich auch weiterhin im Untergeschoss des ehemaligen Filene's befand. 1988 wurden beide Unternehmen, die zuvor dieselben Eigentümer hatten, auch formal und organisatorisch getrennt. Das Gebäude, in dem sich beide Geschäfte befinden, wurde 1986 in das National Register of Historic Places aufgenommen.
Im Jahr 1996 wurde das ehemalige Kaufhaus Jordan Marsh von Macy’s übernommen, und im Frühjahr 2006 schloss der Flagshipstore von Filene's. Im gleichen Jahr gab das Unternehmen Vornado Realty Trust bekannt, den ehemaligen Standort von Filene's für 100 Millionen US-Dollar erworben zu haben. Ziel ist ein umfangreicher Umbau des Grundstücks, der etwa 620 Millionen US-Dollar kosten soll und den Bau von exklusiven Einkaufsmöglichkeiten, Gewerbeimmobilien und Wohneinheiten umfasst. Der Plan beinhaltet auch ein neues Hochhaus mit 38 Stockwerken und 495 ft (150,88 m) Höhe. Filene's Basement wurde während der Bauphase geschlossen und bislang nicht wieder eröffnet.
Filene's Basement beantragte am 4. Mai 2009 die Insolvenz. Das New Yorker Unternehmen Crown Acquisitions gab gemeinsam mit der Chetrit Group ein Angebot zum Kauf von 17 der 25 Standorte von Filene's ab, darunter auch die Filiale in Downtown Crossing, die immerhin 13 % des Umsatzes des gesamten Unternehmens generierte: Vornado Realty Trust hatte monatlich 500.000 US-Dollar an Filene's als Ausgleich für die Schließung der Filiale in Downtown Crossing gezahlt. Diese Zahlungen wurden jedoch ohne Vorankündigung im Januar 2009 eingestellt.

### Erweiterungen der Suffolk University
Im Jahr 2007 kaufte die Suffolk University ein Gebäude an der West Street und wandelte es im Zuge einer Renovierung in Apartments um, die heute von etwa 270 Studenten bewohnt werden. Im Jahr 2010 restaurierte die Universität das historische Modern Theater und errichtete darüber ein zehnstöckiges Studentenwohnheim, in dem heute weitere 200 Studenten leben.

## Sonstiges
Die Station Downtown Crossing der MBTA bindet den Stadtteil direkt an das städtische U-Bahn-Netz an. Ebenfalls gut zu erreichen sind die Stationen State Street und Park Street sowie die Buslinien der Silver Line.
Ein kleines Einkaufszentrum namens Lafayette Place Mall wurde an das Kaufhaus Jordan Marsh im Jahr 1985 angebaut, jedoch 1992 wieder geschlossen und in Büroflächen umgewandelt. In der Corner Mall gibt es viele Restaurants und einige kleinere Einzelhändler.
Vor dem ehemaligen Borders Book Store an der Ecke School- und Washington Street befindet sich das Boston Irish Famine Memorial.

## Galerie

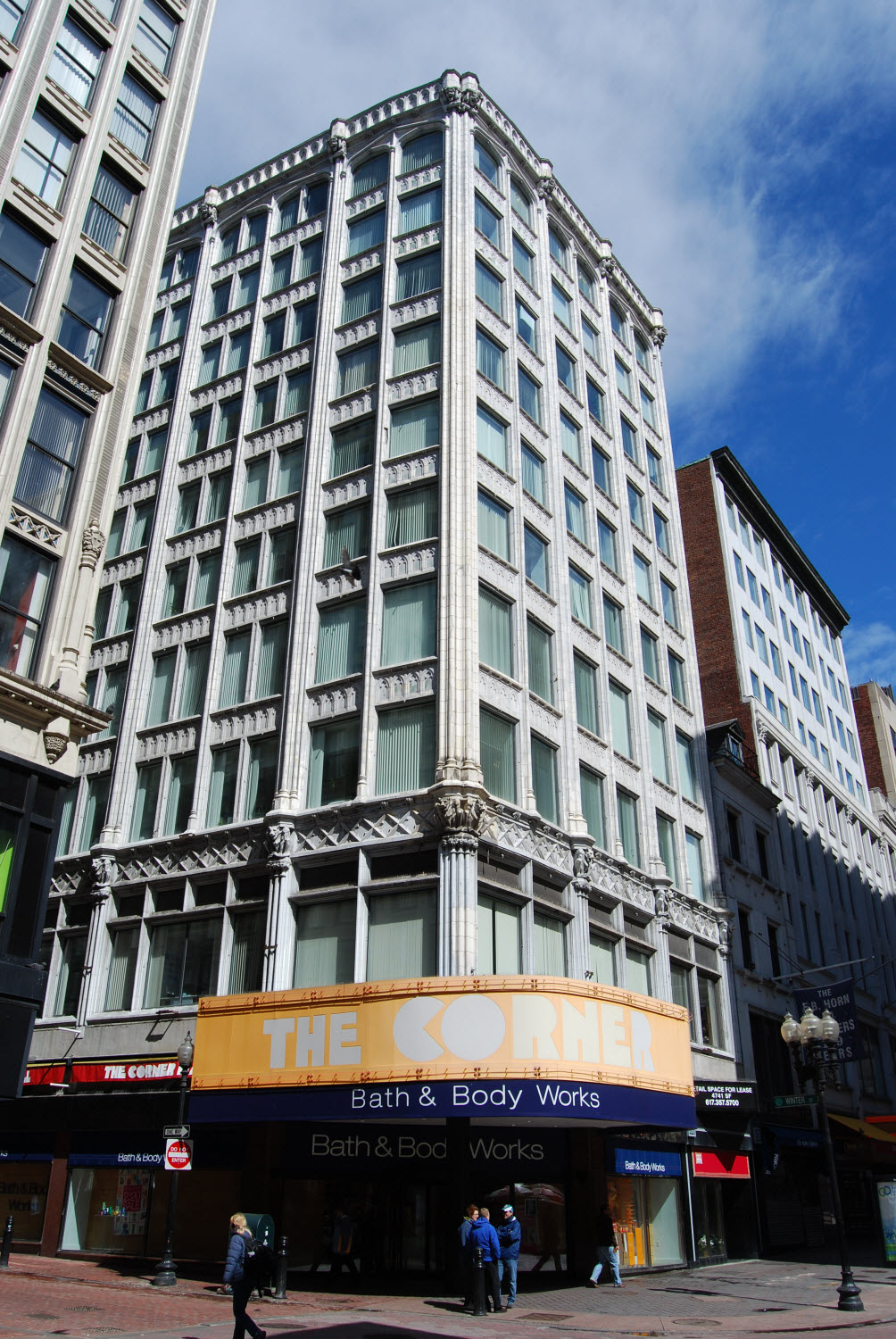
Ehemaliger Flagshipstore von Gilchrist in Downtown Crossing
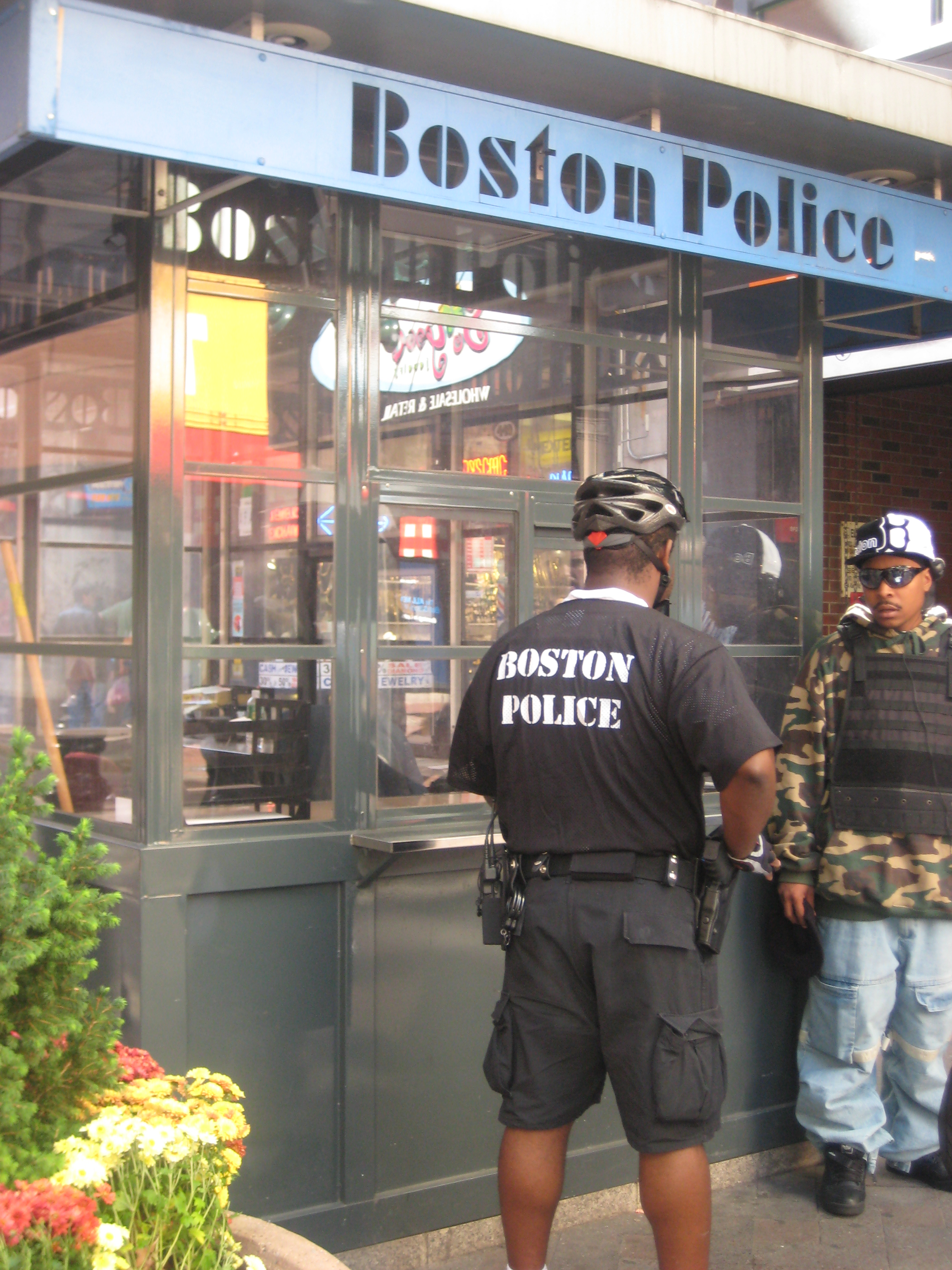
Kiosk des Boston Police Department in Downtown Crossing
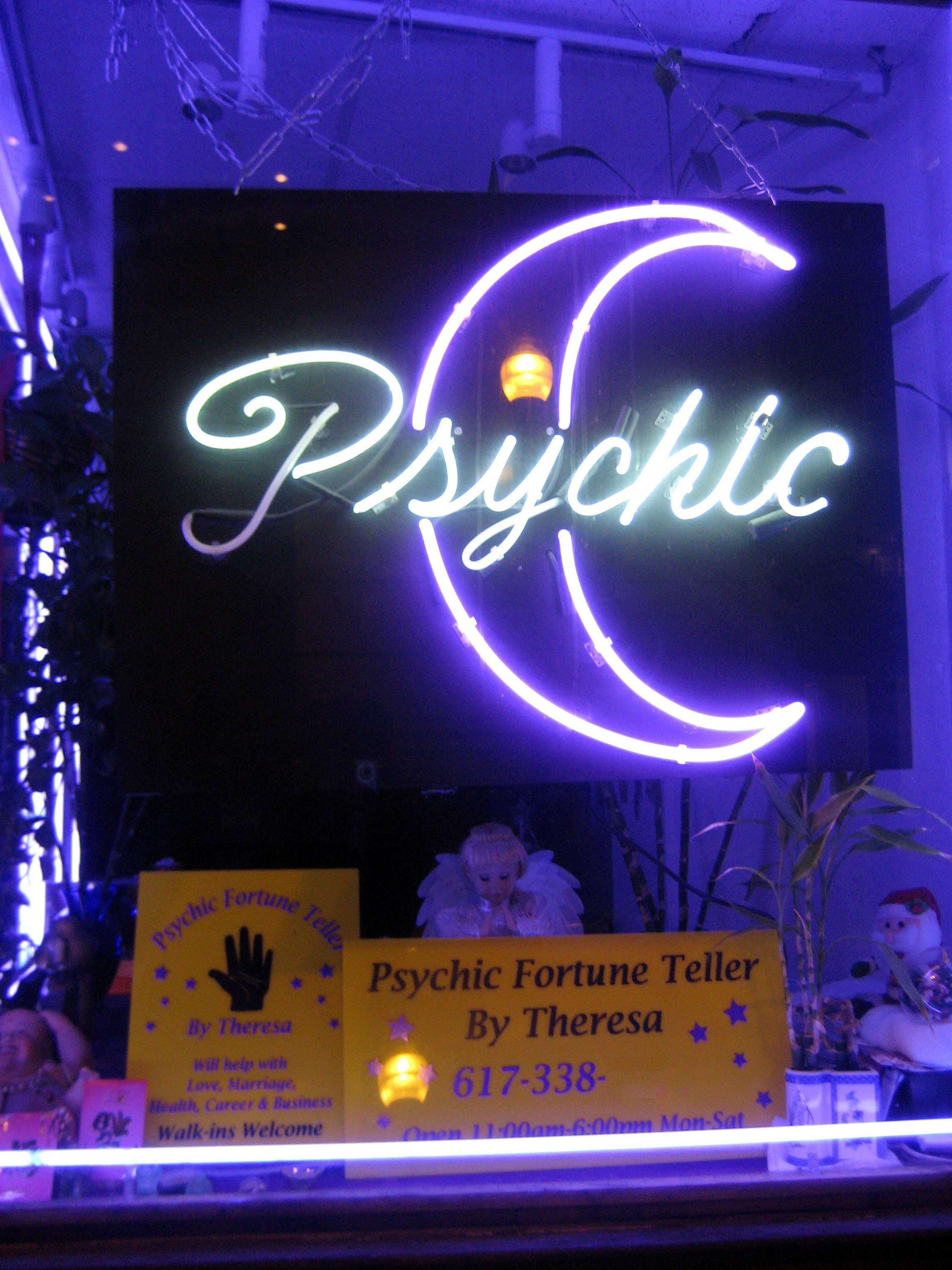
Geschäft eines Wahrsagers in Downtown Crossing
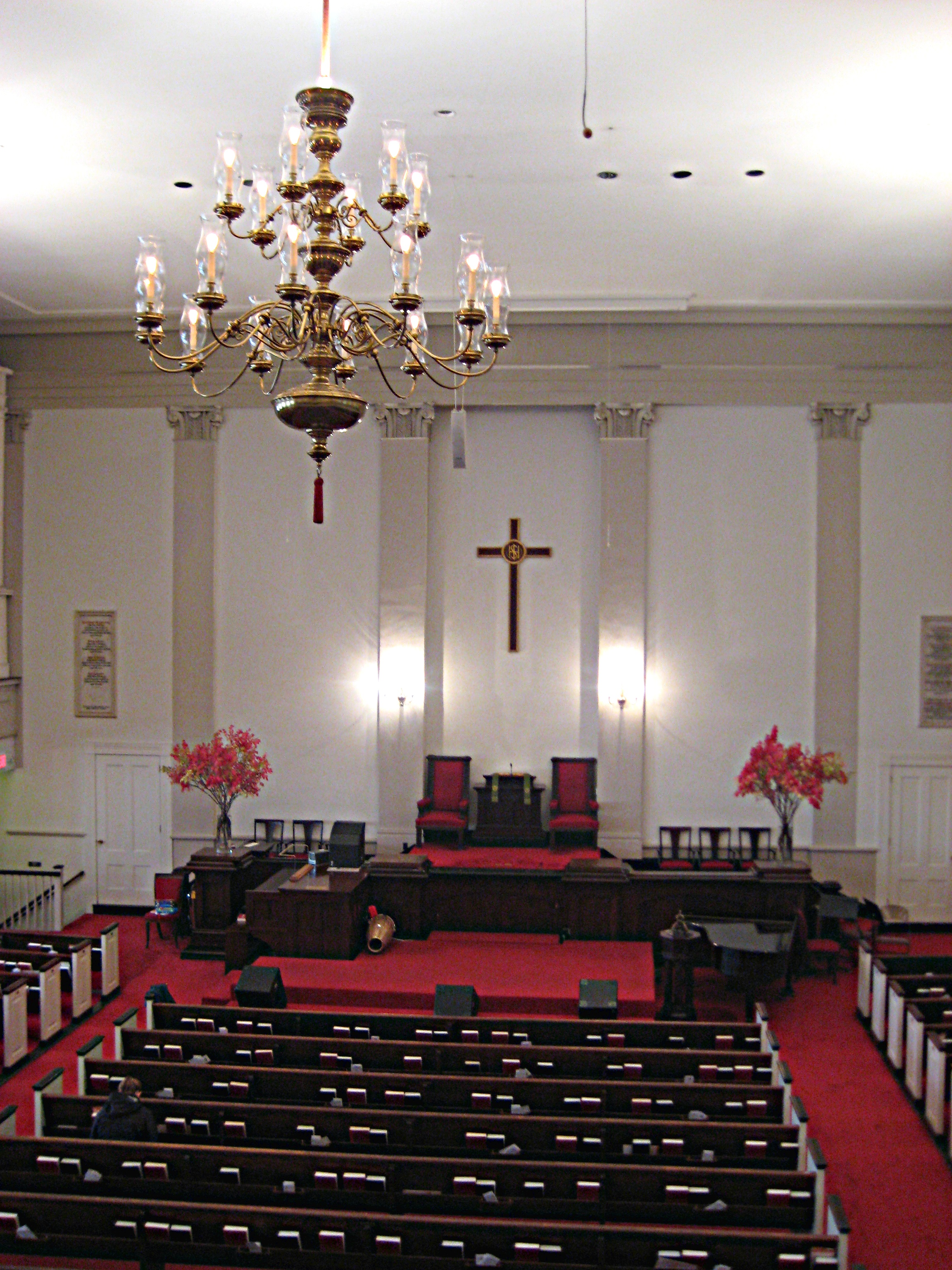
Innenansicht der Park Street Church in  Downtown Crossing
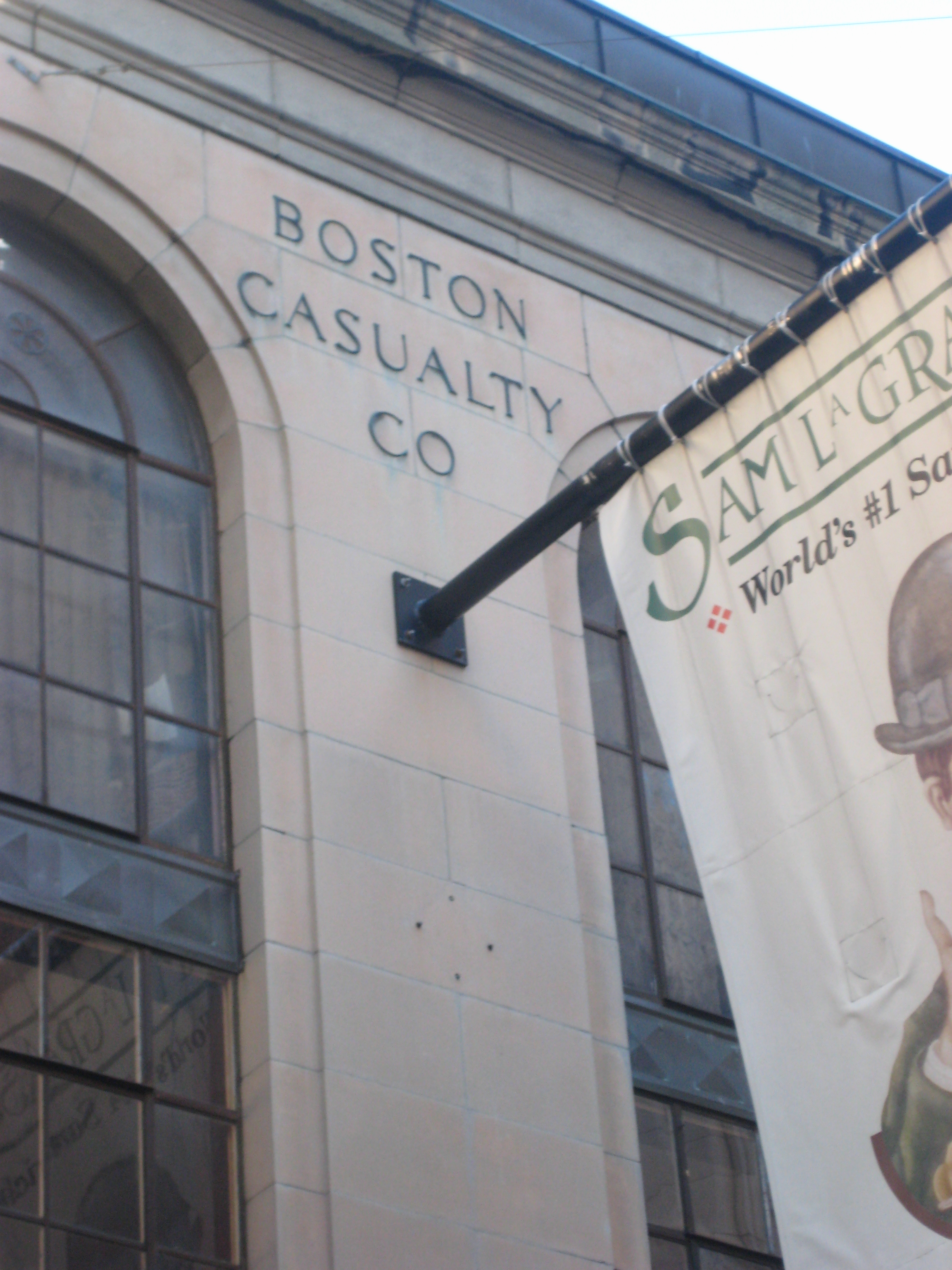
Ehemaliger Unternehmenssitz der Boston Casualty Company in Downtown Crossing